# Foveosa adunca
Foveosa adunca là một loài nhện trong họ Lycosidae.
Loài này thuộc chi Foveosa. Foveosa adunca được Anthony Russell-Smith, Mark Alderweireldt & Rudy Jocqué miêu tả năm 2007.